# Vibier
Vibius war das Nomen der Vibier, einer ursprünglich sabellischen oder oskischen Gens, die seit dem 3. Jahrhundert v. Chr. als römisches Geschlecht in der Überlieferung auftaucht.

## Namensträger
- Aulus Iulius Pompilius Piso Titus Vibius Laevillus Quadratus Berenicianus, römischer Konsul
- Gaius Vibius Celer Papirius Rufus, römischer Offizier (Kaiserzeit)
- Gaius Vibius Pansa Caetronianus, römischer Konsul
- Gaius Vibius Marsus, römischer Suffektkonsul
- Gaius Vibius Maximus, Präfekt der Provinz Ägypten
- Gaius Vibius Pansa (Münzmeister), Münzmeister
- Gaius Vibius Quartus, römischer Ritter (Kaiserzeit)
- Lucius Vibius Apronianus, römischer Offizier (Kaiserzeit)
- Lucius Vibius Castus, römischer Soldat (Kaiserzeit)
- Lucius Vibius Lentulus, römischer Ritter (Kaiserzeit)
- Marcus Vibius Liberalis, römischer Suffektkonsul 166
- Numerius Vibius Serenus, römischer Prokonsul der Hispania ulterior um die Jahre 21 bis 22
- Publius Vibius Marianus, römischer Ritter (Kaiserzeit)
- Sextus Vibius Gallus, römischer Offizier (Kaiserzeit)
- Titus Clodius Vibius Varus, römischer Konsul 162
- Titus Vibius Varus (Konsul 115), römischer Politiker
- Titus Vibius Varus (Konsul 134), römischer Politiker
- Gaius Vibius Trebonianus Gallus, römischer Kaiser, Vater von Volusianus
- Gaius Vibius Afinius Gallus Veldumnianus Volusianus, römischer Kaiser, Sohn des Trebonianus
- Vibia Sabina, Gattin des römischen Kaisers Hadrian
- Vibius Sequester, römischer Autor